# Rickmansworth
Rickmansworth ist ein Ort mit etwa 24000 Einwohnern (2011) in England. Er ist Verwaltungssitz des Distrikts Three Rivers in Hertfordshire und liegt 7 km westlich von Watford. Der River Colne fließt am südöstlichen Rand des Ortes, und der River Chess mündet am östlichen Rand des Ortes in den River Colne.
Rickmansworth ist durch die Metropolitan Line der London Underground mit London verbunden, die Stadt selbst liegt aber außerhalb des Gebietes von Greater London.  Die Stadt wuchs dank der Anbindung an die Metropolitan Line besonders in den 20er und 30er Jahren des 20. Jh. und sie ist auch heute noch weitgehend von den Pendlern geprägt.
Die Schriftstellerin George Eliot hatte einen Sommersitz in der Stadt. Das Haus in der High Street ist heute Teil der St. Joan of Arc School.
In Douglas Adams Romanreihe „Per Anhalter durch die Galaxis“ findet ein Mädchen mit Namen Fenchurch in einem Café in Rickmansworth die Frage nach „dem Leben, dem Universum und dem ganzen Rest“.

## Töchter und Söhne der Stadt
- Charles Beachcroft (1870–1928), Cricketspieler
- John Brownjohn (1929–2020), Übersetzer
- Eliz Maloney (* 2000), Tennisspielerin

## Nachweise
1. ↑  Neighbourhood Statistics, Office for National Statistics 2011 Census (Memento des Originals vom 6. Januar 2009 im Internet Archive)  Info: Der Archivlink wurde automatisch eingesetzt und noch nicht geprüft. Bitte prüfe Original- und Archivlink gemäß Anleitung und entferne dann diesen Hinweis.